# O Mágico de Oz (musical de 1987)
O Mágico de Oz é um musical com um livro de John Kane, música de Harold Arlen e letras de EY Harburg . Tem música de fundo adicional de Herbert Stothart .  É baseado no romance de 1900 O Mágico de Oz, de L. Frank Baum, e na versão cinematográfica de 1939, escrita por Noel Langley, Florence Ryerson e Edgar Allan Woolf. 
Os musicais de sucesso baseados no romance Baum foram criados em 1902 (para a Broadway ) e em 1942 (para a Ópera Municipal de St. Louis ), o último dos quais, usando músicas do popular filme de 1939, ainda é frequentemente revivido. Procurando recriar mais de perto o filme de 1939 no palco, a Royal Shakespeare Company adaptou o roteiro do filme, também usando as músicas do filme, e produziu uma nova versão no Barbican Centre, em Londres, em 1987. Este também foi um sucesso e recebeu muitos reavivamentos em vários formatos. Este musical está em turnê nos EUA desde 2008. Tornou-se um musical popular para teatros comunitários, escolas e teatros infantis nos Estados Unidos e no Reino Unido. 

## História
O Mágico de Oz foi transformado em uma extravagância musical pelo próprio L. Frank Baum. Uma adaptação solta do romance de Baum de 1900 (não há Wicked Witch ou Toto, e há alguns personagens novos), estreou em Chicago em 1902 e foi um sucesso na Broadway no ano seguinte. Em seguida, excursionou por sete anos.  A adaptação cinematográfica de 1939 teve uma semelhança mais próxima com o enredo do romance original de Baum do que a maioria das versões anteriores. Foi um grande sucesso, ganhou o Oscar de melhor música e melhor trilha sonora e foi transmitido frequentemente na televisão. Isto foi seguido, em 1942, por uma adaptação de teatro musical apresentada na Ópera Municipal de St. Louis (MUNY).  O roteiro foi adaptado por Frank Gabrielson a partir do romance, mas é influenciado em alguns aspectos pelo roteiro do filme e usa a maioria das músicas do filme. Uma nova música foi adicionada para Dorothy cantar na Emerald City, chamada "Evening Star", e o Wizard volta para casa em um foguete em vez de um balão de ar quente. A versão MUNY continua a receber reavivamentos frequentes. 
De acordo com Ian Judge, diretor da Royal Shakespeare Company (RSC), a adaptação da empresa em 1987 "surgiu quando Terry Hands, diretor artístico da empresa, pediu um show que pudesse ser realizado anualmente durante a temporada de Natal, como um renascimento de JM Barrie ". A peça de Peter Pan havia sido anteriormente. . . . O juiz obteve os direitos do filme [1939]. . . . Um verso adicional foi colocado de volta na música ganhadora do Oscar 'Over the Rainbow', bem como um número inteiro, 'The Jitterbug', que foi cortado do filme. Todas as palavras do roteiro foram deixadas em. 'Acabamos de engordar um pouco porque você precisa de mais algumas palavras no cinema do que nos filmes.' "  Em 1986, John Kane foi convidado pela empresa a escrever o livro para a adaptação.  Isso se aproxima ainda mais do roteiro do filme que a versão MUNY de 1942 e tenta recriar a atmosfera do filme e alguns de seus efeitos especiais. 

## Sinopse

### Ato Um
Uma jovem garota, Dorothy Gale, mora em uma fazenda no Kansas com sua tia Em, tio Henry e o cachorrinho Toto. Sentindo-se desvalorizada, ela sonha com um lugar distante ("Over the Rainbow"). Gulch, sua desagradável vizinha, serve Dorothy com uma convocação para levar Toto embora. Ele escapa da cesta de bicicleta dela e Dorothy foge de casa com ele. Na estrada, eles encontram um showman, Professor Marvel, que pede que ela volte para a fazenda. Dorothy chega em casa no momento em que um tornado cai. Ela e Toto estão trancados fora do porão da tempestade. Em sua casa, ela é acidentalmente atingida na cabeça por uma janela.
A casa é transportada pelo furacão para a Terra de Oz. Dorothy conhece os Munchkins e Glinda, a Boa Bruxa do Norte (que se assemelha a tia Em). Sua casa caiu e matou a Bruxa Malvada do Oriente. Isso liberta os Munchkins de seu poder, e eles tratam Dorothy como sua heroína ("Sai, sai"; "Ding Dong! A bruxa está morta"). A Bruxa Malvada do Oeste (que se parece com Miss Gulch) chega para reivindicar os chinelos de rubi mágicos de sua irmã e promete vingar sua morte. Glinda já colocou os chinelos nos pés de Dorothy, enfurecendo ainda mais a bruxa. Dorothy quer ir para casa no Kansas. Os Munchkins dizem a ela que o Mágico de Oz saberá o que fazer ("Siga a Estrada dos Tijolos Amarelos"). Ela começa em direção à Cidade Esmeralda.
Dorothy e Toto conhecem três estranhos companheiros de viagem, cada um dos quais precisa de ajuda: A cabeça do espantalho está cheia de palha ("Se eu tivesse um cérebro"). O peito enferrujado do homem-lata está vazio ("Se eu tivesse um coração") e o Leão Covarde tem medo de seu próprio rabo ("Se eu tivesse apenas o nervo"). Dorothy convida todos a se juntarem a ela para ver se o Mago pode ajudá-los ("Vamos ver o Mago"). A Bruxa Malvada do Oeste os ameaça pelo caminho, mas não consegue intimidar Dorothy a desistir dos chinelos de rubi. Ela cria um lindo campo de papoulas, mas seu perfume é venenoso. Glinda resgata os viajantes cobrindo as papoilas com flocos de neve ("Vozes otimistas"). Eles finalmente chegam à Cidade Esmeralda.

### Ato Dois
O porteiro da cidade esmeralda tenta desencorajar os viajantes, mas eles são persistentes e ganham entrada ("A alegre e velha terra de Oz"). Eles são lavados, penteados e polidos, mas o Mago se recusa a encontrá-los. A Bruxa Malvada faz outra aparição sinistra, e o Leão deseja mais do que nunca a coragem ("Se eu fosse o rei da floresta"). Finalmente levados para ver o temível Mago, os quatro amigos recebem uma missão para provar que são dignos de sua assistência: eles devem trazer a ele a vassoura da Bruxa Malvada do Oeste, e a única maneira de fazer isso é matá-la.
Os amigos partem com medo e pressa para a terra dos Winkies (a quem a Bruxa Maligna escravizou e forçou a servir em seu exército) e seu castelo ("Marcha dos Winkies"). Em uma floresta assombrada, os jitterbugs fazem os viajantes dançarem até que todos caem de exaustão ("The Jitterbug"). Os macacos alados da Bruxa Malvada atacam, atacando Dorothy e Toto. A bruxa ainda não tem o poder de tirar os chinelos de rubi dos pés de Dorothy ("Over the Rainbow" - Reprise). Toto consegue escapar e ajudar o Espantalho, o Homem de Lata e o Leão a encontrá-la. Eles se disfarçam em uniformes Winkie e entram sorrateiramente no castelo. Eles a encontram, mas a Bruxa Malvada frustra sua fuga. Ela ataca o Espantalho com fogo, e Dorothy joga um balde de água nele, acidentalmente matando a bruxa. Ela grita, vira e derrete no nada ("Ding Dong! A bruxa está morta "- Reprise). Os amigos levam a vassoura de volta para a Cidade Esmeralda.
O Mago está novamente relutante em encontrar Dorothy e seus amigos. Toto afasta a cortina atrás da qual o Mago é revelado como um homem comum (que se assemelha ao Professor Marvel) usando um microfone para deixar sua voz impressionante. No entanto, ele é capaz de ajudar os viajantes. Ele realiza um exercício de graduação, concedendo ao Espantalho um doutorado em Thinkology, nomeia o Leão como um membro da Legião da Coragem e apresenta ao Homem de Lata um relógio em forma de coração - um relógio. Finalmente, ele revela que é das pradarias e oferece a Dorothy uma volta para Kansas no balão de ar quente que o levou a Oz. Ela decola enquanto ela está distraída e tem medo de perder a chance de voltar para casa, mas Glinda chega. Ela diz que Dorothy tem o poder de transportar a si mesma e a Toto clicando três vezes nos calcanhares e repetindo "Não há lugar como o lar".
Dorothy acorda no Kansas com um solavanco na cabeça. O furacão passou. A senhorita Gulch quebrou a perna quando a tempestade explodiu em um poste de telégrafo - ela não estará andando de bicicleta tão cedo. Dorothy está muito feliz em ver sua família e amigos, a quem ela aprecia mais do que nunca.

## Músicas
| Ato um - Overture – Orchestra - Over the Rainbow – Dorothy - Tornado – Orchestra - Munchkinland (Come Out, Come Out; Ding-Dong! The Witch Is Dead; Follow the Yellow Brick Road) – Glinda, Dorothy and Munchkins - If I Only Had a Brain – Scarecrow, Dorothy and Crows - We're Off to See the Wizard - Dorothy and Scarecrow - If I Only Had a Heart – Tin Man, Dorothy and Apple Trees - We're Off to See the Wizard - Dorothy, Scarecrow and Tin Man - If I Only Had the Nerve – Cowardly Lion, Dorothy, Scarecrow and Tin Man - We're Off to See the Wizard – Dorothy, Scarecrow, Tin Man and Lion - Poppies – Glinda and Female Ensemble - Optimistic Voices/Act One Finale – Dorothy, Scarecrow, Tin Man, Lion, Glinda and Company | Ato Dois - Optimistic Voices – Female Ensemble - The Merry Old Land of Oz – Emerald City Guard and Company - If I Were King of the Forest – Lion, Dorothy, Scarecrow and Tin Man - The Jitterbug – Dorothy, Scarecrow, Tin Man, Lion and Jitterbugs - March of the Winkies – Winkie Guards - Over the Rainbow (reprise) – Dorothy - March of the Winkies (reprise) – Winkie Guards, Scarecrow, Tin Man and Lion - Ding-Dong! The Witch Is Dead (reprise) – Dorothy, Scarecrow, Tin Man, Lion and Company - Finale – Company |

## Produções

### 1987 Produção original de Londres
O RSC baseou seus figurinos em uma combinação das obras de arte originais do livro e no estilo do então popular musical The Wiz . O elenco original apresentava Imelda Staunton como Dorothy Gale; Bille Brown (arrasta) como Miss Gulch / a Bruxa Má do Oeste ; Dilys Laye e mais tarde Joyce Grant como tia Em / Glinda, a Bruxa Boa do Norte; e Trevor Peacock como Zeke / o Leão Covarde e Sebastian Shaw como O Mágico de Oz / Professor Marvel. Quando a mesma produção foi reproduzida em 1988, Gillian Bevan interpretou Dorothy. A produção foi um sucesso imediato em Londres, quando estreou no Barbican Theatre, em Londres. O revisor do Times escreveu: "Este é, para ser publicado imediatamente, o programa mais maravilhoso". 
O RSC reviveu o programa na temporada seguinte, novamente com Gillian Bevan como Dorothy, e gravou um álbum do elenco. A encenação foi repetida com frequência por companhias de teatro musical no Reino Unido.

### 1988 estréia nos Estados Unidos
A primeira versão da RSC nos EUA foi em 1988, em uma produção estrelada por Cathy Rigby como Dorothy (ela estreou musicalmente no papel de um reavivamento do MUNY em 1981) e Lara Teeter como o Espantalho.  Isso foi apresentado pela Ópera Cívica de Long Beach ( Long Beach, Califórnia ) de 14 a 31 de julho de 1988.  

### 1989 O Mágico de Oz Live! Arena Show
Em 1989, em comemoração do 50º aniversário do filme, o script RSC e pontuação foram adaptados em uma produção turnê de estilo Arena nos EUA De acordo com EUA Hoje, o show foi "construída para jogar cerca de 70 estádios em todo o país, os Produção de US $ 5 milhões aberta quarta-feira no Radio City Music Hall ".  A produção, com muitos recursos dramáticos e, de acordo com os críticos, mal aconselhados, não foi bem recebida e teve um curto prazo, fechando silenciosamente em 1990. 

### Produções dos anos 90

#### 1991–1992 Turnê australiana
A produção da RSC teve sua estréia australiana no State Theatre, Melbourne, de janeiro a fevereiro de 1991.  A produção tocou em dezembro de 1991 em Brisbane  e janeiro a fevereiro de 1992 em Adelaide .  O elenco incluía Tamsin West como Dorothy, Cameron Daddo como Hunk / Scarecrow (substituído por Brain Rooney em Brisbane e Adelaide  ), David Whitney como Hickory / The Tinman, Pamela Rabe como Miss Gulch / Wicked Witch e John Gaden como Professor Marvel / The Wizard (substituído por Bert Newton em Brisbane e Adelaide  ). 

#### 1992 Paper Mill Playhouse
Em 1992, a Paper Mill Playhouse, Millburn, Nova Jersey, produziu a versão da Royal Shakespeare Company. Eddie Bracken foi apresentado como um guarda e o mago.  A crítica do New York Times observou que "Robert Johanson e James Rocco, dividindo o crédito por direção e coreografia, estão tentando reviver o filme com efeitos de palco atualizados. Ergo. Vem o ciclone, a vaca voa. A casa dá um zoom nas primeiras fileiras e aterrissa no palco, à maneira do candelabro do Phantom . Dorothy é suspensa, como Peter Pan, em fios altos. Todos os tipos de criaturas rastejantes e rastejantes aumentam as ascendentes; macacos levitam assustadoramente; todo mundo, ao que parece, mais cedo ou mais tarde, sobe repetidamente. " 

#### Turnê nos EUA em 1993
A versão RSC foi usada na primeira produção de turnês nos EUA baseada no filme, a partir de 1993. O Boston Herald informou que o show estava "completo com todas as canções amadas de Harold Arlen e EY Harburg. É bem interpretado e extremamente bem cantado por um elenco que se baseia nas caracterizações indeléveis do clássico do filme de Dorothy, o Espantalho, o Homem de Lata, o Leão Covarde, etc. " 

#### 1995O Mágico de Oz no Gelo
Esta produção de Kenneth Feld excursionou de 1995 a 1999. O show no gelo seguiu "a história familiar praticamente intacta do filme da MGM de 1939" e foi coreografado por Robin Cousins .  Ele apresentava uma trilha sonora pré-gravada com as vozes de Laurena Wilkerson como Dorothy e Bobby McFerrin como todos os outros personagens (incluindo os personagens femininos). Os figurinos e alguns conceitos de encenação não seguiram o filme da MGM: The Witch "voou", enquanto Glinda "patinou" suas chegadas iniciais e sai no palco.  A produção excursionou nacional e internacionalmente. 
Uma adaptação televisiva da produção, com Oksana Baiul como Dorothy e Victor Petrenko como Espantalho, foi transmitida em 1996. 

#### 1995O Mágico de Oz em Concerto: Sonhos Realizados
Esta versão usou a versão RSC e foi filmada para a televisão pela TNT Network com um elenco de estrelas, incluindo o novato Jewel como Dorothy e Joel Gray como o Assistente. Jackson Browne, Roger Daltrey e Nathan Lane jogaram Scarecrow, Tin Man e Lion, respectivamente. Debra Winger era a Bruxa Malvada. Foi criado um álbum que inclui mais músicas do programa do que as gravações de 1989 do RSC, além de alguns diálogos. 

#### 1997 Produção Madison Square Garden
A produção do Madison Square Garden, em Nova York, foi inaugurada em maio de 1997 para 48 apresentações. Co-produzido pela Paper Mill Playhouse, ele usou uma versão mais curta do show, com 90 minutos de duração, e uma trilha sonora projetada para o público mais jovem. Dirigido pelo diretor artístico da Paper Mill, Robert Johanson, o elenco incluía Roseanne Barr como a Bruxa Malvada do Oeste e Ken Page, Lara Teeter e Michael Gruber como o Leão Covarde, Espantalho e Homem de Lata.  

### Anos 2000

#### 2001 Austrália
De novembro de 2001 a fevereiro de 2002, uma produção dirigida por Nancye Hayes foi apresentada no Lyric Theatre em Sydney, na Austrália.   O elenco inclui a pop star Nikki Webster como Dorothy, Delia Hannah como tia Em / Glinda, Kane Alexander como Hunk / Scarecrow, Doug Parkinson como Zeke / Cowardly Lion, Pamela Rabe como Miss Gulch / Wicked Witch e Bert Newton como Professor Marvel / O bruxo.  No ano seguinte, a produção foi transferida para o Regent Theatre em Melbourne,  e depois para o Lyric Theatre em Brisbane, onde Patti Newton (a esposa de Bert Newton) e Derek Metzger, respectivamente, interpretaram Tia Em / Glinda e Hunk / Espantalho. 

#### Passeios no EUA entre 2001 e 2017
Uma produção em turnê do show ocorreu em cidades dos EUA de outubro de 2008 a janeiro de 2012.  
Outra produção de turnê começou a ser veiculada nos EUA em outubro de 2017. Possui novo design cênico, figurinos e coreografia. 